# 流通科学大学
流通科学大学（りゅうつうかがくだいがく、英語: University of Marketing and Distribution Sciences）は、兵庫県神戸市西区学園西町3-1に本部を置く日本の私立大学。1988年創立、1988年大学設置。大学の略称は流科大、流通科学、RYUKA、UMDSなど。

## 建学の理念

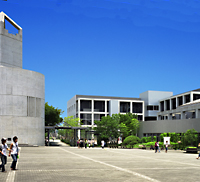
キャンパス内部

流通を科学的に研究教育することを通じて、世界の平和に貢献し、真に豊かな社会の実現に貢献できる人材を育成する

## 概観
流通科学大学は、ダイエーグループ創始者である中内㓛により設立された。
神戸市西区の学園都市エリアにある大学の中では学生数が最も多く、約3,200名（2015年5月現在）の学生が在籍している。場所は、学園都市駅（神戸市営地下鉄西神延伸線）から徒歩5分のところにあり、学部は、商学部、経済学部、人間社会学部の社会科学系3学部と大学院を有する大学である。
流科大の教育面の特長は、「（企業による）生産から（国民の）消費生活に至る」すべての過程を対象として、それぞれの学部で特色を持たせた学科やコースで学べることである。さらに、コンビニエンスストアの学内実習店舗や企業人による特別講義などに代表される「実学」を重んじ、学生の成長・伸びしろを高める「体験プログラム」を充実させ、その結果、キャリア開発、高い就職実績につなげることを目標としている。
設立当初の学生証には学内でのみ使用可能なクレジット・カード機能が付加されている。卒業時には任意でダイエーOMCカード（当時の名称）への切り替えができた。また、成績優秀者は、バブル崩壊前まで小売業で日本一の業績を誇ったダイエーへの就職が優位であった。
現在の中内学園理事長は、中内の長男である中内潤（元ダイエー副社長）で、学長職も2016年度より兼務している。

## 沿革
- 1979年5月 - 中内㓛、流通関係の大学を設立する事を構想。
- 1984年3月 - 流通科学大学（仮称）設立事業計画策定
- 1985年6月 - 流通科学大学設立準備財団設立発起人総会が行われ、中内㓛を設立代表者に選任
- 1986年1月 - 「財団法人　流通科学大学設立準備財団」認可・登記
- 1987年12月 - 学校法人中内学園寄附行為認可及び流通科学大学認可
- 1988年1月 - 学校法人中内学園設立登記
- 1988年4月 - 流通科学大学開学　商学部（流通学科／経営学科）開設
- 1992年4月 - 情報学部（経済情報学科／経営情報学科）開設
- 1994年4月 - 商学部（ファイナンス学科／サービス産業学科）開設
- 1996年4月 - 大学院流通科学研究科（流通科学専攻）修士課程開設
- 1998年4月 - 大学院流通科学研究科（流通科学専攻）博士後期課程開設
- 2001年4月 - サービス産業学部（観光・生活文化事業学科／医療福祉サービス学科）開設（商学部サービス産業学科を改組）
- 2005年3月 - 商学部サービス産業学科廃止
- 2011年4月 - 商学部商学科開設　（商学部流通学科、経営学科、ファイナンス学科を改組）
- 2011年4月 - 総合政策学部　総合政策学科開設（情報学部経済情報学科、経営情報学科を改組）
- 2011年4月 - サービス産業学部観光学科、サービスマネジメント学科開設（サービス産業学部観光・生活文化事業学科、医療福祉サービス学科を改組）
- 2015年4月 - 商学部　経営学科、マーケティング学科開設　（商学部　商学科を改組）
- 2015年4月 - 経済学部　経済学科、経済情報学科開設　（総合政策学部　総合政策学科を改組）
- 2015年4月 - 人間社会学部　人間社会学科、観光学科、人間健康学科開設（サービス産業学部　観光学科、サービスマネジメント学科を改組）

## 基礎データ

### 所在地
〒651-2188 兵庫県神戸市西区学園西町3丁目1番
敷地面積… 164,454.91㎡

### 象徴

#### 校歌
校歌「神戸の風は」は、2010年4月に完成した。
作家の林真理子によって作詞、作曲家の三枝成彰によって作曲されたものである。2010年度入学式において、両者挨拶の後に入学生に披露された。

#### シンボルマーク
2010年4月に導入された。流通科学大学のR、大学創設者の中内㓛を象徴する言葉である流通革命（Retail Revolution） のRを図案化したものである。

#### コミュニケーションキャラクター
2013年3月、大学キャラクター（コミュニケーションキャラクター）として「りゅうか」が完成した。大学公式サイト内に公式のプロフィールのページや特集ページ（「りゅうかWeb」）がある
2016年より、萌えキャラである「流華」が活動している。よみは”りゅうか”。神戸の町にマッチする容姿をイメージしており。ゆるキャラを持っている大学は日本各地に数多く存在しているが、萌えキャラを有している大学は稀である

## 学部・学科
- 商学部
  - マーケティング学科
    - ブランド戦略コース
    - 流通ビジネスコース

  - 経営学科
    - 経営戦略コース
    - ビジネスリーダーコース
    - グローバル経営コース
    - 会計コース
- 経済学部
  - 経済学科
    - 現代経済コース
    - 地域まちづくりコース

  - 経済情報学科
    - 経済情報コース
    - 情報システムコース
- 人間社会学部
  - 人間社会学科
    - 社会文化コース
    - 心理コース

  - 観光学科
    - 観光事業コース
    - ホテル・ブライダルコース

  - 人間健康学科
    - スポーツ健康コース
    - スポーツマネジメントコース

## 大学院
- 流通科学研究科
  - 流通科学専攻（修士課程・博士後期課程）

## キャンパス

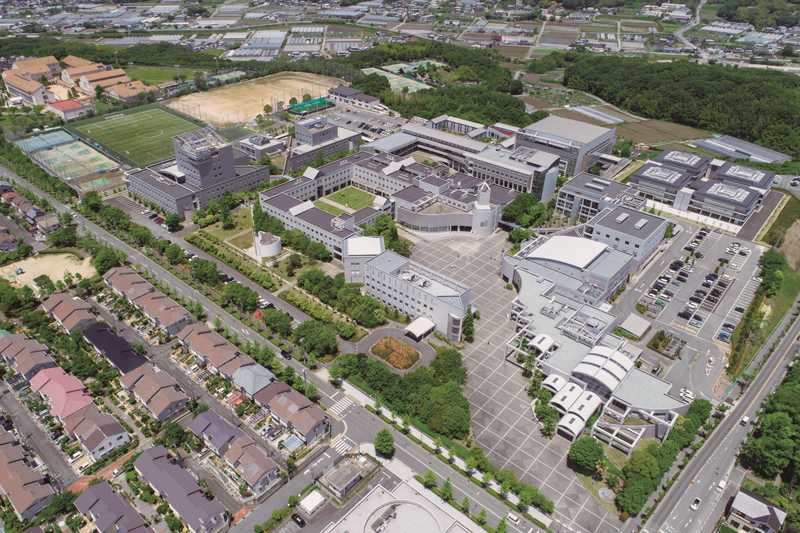
航空写真

流通科学大学は兵庫県神戸市西区に全学部（商学部、経済学部、人間社会学部）が同一キャンパスに設置されている。その位置する神戸研究学園都市には、神戸市営地下鉄西神延伸線学園都市駅を中心に5大学1高専があり、単位互換制度などの教学面だけでなく、学生のクラブ活動交流戦など様々な交流がなされている。敷地には壁がなく、学生や職員以外の立ち入りも可能。近所の住民やオフィスで働く人達が学生レストラン「RYUKA DINING」を利用することも多いが、学生の昼休みは混雑するため、大学側は一般の人はそれ以降の使用をするよう呼びかけている。
バイク・自転車での通学も可能であるほか、学生用の大型駐車場があり、駐車場使用料を払えば自動車通学もできる。
キャンパス内に設立当初「ショップ88」という購買施設があったが「ローソン流科大実習店」へと改装された。コンビニエンスストアの学内出店の先駆けとなった。学生以外も利用可能である。また「リテイル・マネジメント論」という講義の中でこの店舗での実習がある。
キャンパス内には中内功記念館とダイエー資料館（2016年1月に流通資料館から改称）があり、大学の授業がある期間の月～金曜日に開館するが、一般の見学は事前の予約が必要である。

## 中内㓛元理事長・学園長
当初は理事長を務め、ダイエーグループの経営から勇退した後は学園長に就任した。卒業式の際は、理事長自ら卒業生一人一人と握手をした。「いさお」は正確には「功」ではなく「㓛（U+34DB、工偏に刀）」。
中内㓛が理事長を勤めていた期間、在学生には「－from Rijicho-」というハガキがほぼ毎週届けられていた。当初直筆をそのままプリントしていたが、あまりの読みにくさのためか途中で活字に改められ直筆はサインのみとなった。
初年度のハガキは書籍化されており、現在でも購読可能である。

## 出身者
- 平田雅輝 - 三重テレビアナウンサー
- 梶原誠 - KBS京都アナウンサー
- 川面剛 - プロバスケットボール選手（ライジング福岡）：1997年卒業
- 丸山勝義 - 福井テレビジョン放送アナウンサー
- 長島☆自演乙☆雄一郎 - プロキックボクサー・プロレスラー・総合格闘家：中退
- 中村昌永 - 空手家
- 大垣知哉 - シンガーソングライター・俳優
- 伊藤洋平 - 山陰中央新報勤務から2017年2月から2019年3月までさくらんぼテレビジョンアナウンサー。現在はフリーアナウンサー（2020年4月からTOKYO MX「news TOKYO FLAG」サブキャスター）
- CRAZY COCO - お笑いタレント
- 藤本颯太 - プロ野球選手